# 旅RUNガール
『旅RUNガール』（たびランガール）は、2012年4月8日から同年9月30日までテレビ東京で放送されていたスポーツ番組・紀行番組である。放送時間は毎週日曜 12:25 - 12:49 （日本標準時）。
本項では、同年10月13日から土曜 16:55 - 17:15 に不定期放送されている『旅RUNガール2』についても併せて紹介する。

## 概要
旅とランニングの2つの要素を合わせた番組シリーズ。毎回2人の女性タレントが一つの街を走り、寄り道をしながら旅をする。原則として2週で一つの街を紹介していた。キャッチコピーは「走りながら旅しちゃおう」。ナレーターは、番組エンディングテーマの歌手であるhitomiが務めていた。

## テーマ曲
- hitomi 「LOVE 2000」

## 放送リスト

### 旅RUNガール
| 放送リスト | 放送リスト                          | 放送リスト                              | 放送リスト                                                                   | 放送リスト  | 放送リスト                                                                                  | 放送リスト |
| 回         | 放送日                              | スタート                                | ゴール（途中経路を含む）                                                     | 走行 距離   | 旅RUNガール                                                                                 | ナレーター |
| ---------- | ----------------------------------- | --------------------------------------- | ---------------------------------------------------------------------------- | ----------- | ------------------------------------------------------------------------------------------- | ---------- |
| #1、#2     | 2012年 4月8日、 4月15日             | 鎌倉・鎌倉駅                            | 江の島                                                                       | 8.5㎞       | 中田有紀 高樹千佳子 （セント・フォースの先輩と後輩）                                        | hitomi     |
| #3、#4     | 2012年 4月22日、 4月29日            | 横浜・みなとみらい大橋                  | 山下公園                                                                     | 8.0㎞       | 手島優 菜々緒 （プラチナムプロダクションの先輩と後輩）                                      | hitomi     |
| #5、#6     | 2012年 5月6日、 5月13日             | 横須賀・ヴェルニー公園                  | 観音崎                                                                       | 10.0㎞      | 小椋久美子（女子バドミントン元日本代表） 片岡安祐美（茨城ゴールデンゴールズ監督兼選手）     | hitomi     |
| #7、#8     | 2012年 5月20日、 5月27日            | 東京・東京スカイツリー                  | 浅草→両国→東京スカイツリー（循環）                                           | 7.5㎞       | トリンドル玲奈 バービー（フォーリンラブ）                                                   | hitomi     |
| #9、#10    | 2012年 6月3日、 6月10日             | 東京・大井町駅 東京・品川駅             | 大井競馬場 天王洲アイル                                                      | 5.0㎞ 4.0㎞ | Nana Mina （ともにMAX）                                                                     | hitomi     |
| #11、#12   | 2012年 6月17日、 6月24日            | 箱根・箱根町港 箱根・仙石原             | 箱根園 箱根ガラスの森美術館                                                  | 4.3km 3.6㎞ | 北原里英 横山由依 （ともにAKB48・Not yetで太田プロダクション所属）                          | hitomi     |
| #13、#14   | 2012年 7月1日、 7月8日              | 東京・三軒茶屋 東京・恵比寿駅           | 池尻大橋 西郷山公園                                                          | 5.0km 4.7㎞ | 山口もえ 芹那（元SDN48）                                                                    | hitomi     |
| #15、#16   | 2012年 7月15日、 7月22日 （特別編） | 東京・新宿・東京都庁舎前                | 原宿→六本木→銀座→勝鬨橋                                                      | 14.0㎞      | 谷川真理 （1991年東京国際女子マラソン優勝）                                                 | hitomi     |
| #17、#18   | 2012年 7月29日、 8月5日             | 鎌倉・北鎌倉駅 横須賀・長者ヶ崎         | 長谷寺 天神島臨海自然教育園                                                  | 5.2㎞ 5.1km | 道端カレン 道端アンジェリカ （道端三姉妹の長女と三女）                                      | hitomi     |
| #19、#20   | 2012年 8月12日、 8月19日            | 東京・東京駅 東京・晴海トリトンスクエア | 日本橋→人形町→隅田川→日本橋 月島→築地                                        | 6.5㎞ 5.5km | 小森純 鈴木奈々 （プラネットの先輩と後輩）                                                  | hitomi     |
| #19、#20   | 2012年 8月26日、 9月2日             | 山梨・忍野八海 山梨・河口湖駅           | 山中湖 河口湖→きみまろ茶や                                                   | 6.5㎞ 5.0km | 杉本彩 蓮あんり （オフィス彩の代表取締役と第1号の専属タレント）                             | hitomi     |
| #21、#22   | 2012年 9月9日、 9月16日 （特別編）  | 東京・東京タワー                        | 日比谷公園→皇居外苑→東京駅→秋葉原→上野・アメ横→浅草・浅草寺→東京スカイツリー | 17.0㎞      | 市橋有里 （シドニーオリンピック女子マラソン日本代表）                                       | hitomi     |
| #23、#24   | 2012年 9月23日、 9月30日            | 栃木・那須サファリパーク                | 那須高原オートキャンプ場 道の駅那須高原友愛の森                              | 8.0㎞ 6.0km | 志村理佳・後藤彩・渡邉ひかる 宮崎理奈・田中美麗・荒井玲良 （いずれもSUPER☆GiRLSのメンバー） | hitomi     |

### 旅RUNガール2
| 放送リスト | 放送リスト      | 放送リスト                   | 放送リスト | 放送リスト | 放送リスト                                                                                    | 放送リスト |
| 回         | 放送日          | スタート                     | ゴール（途中経路を含む）                                                                                                  | 走行 距離  | 旅RUNガール                                                                                   | ナレーター |
| ---------- | --------------- | ---------------------------- | --- | ---------- | --------------------------------------------------------------------------------------------- | ---------- |
| #1         | 2012年 10月13日 | 長野・軽井沢駅               | 中軽井沢駅→腸詰屋→旧軽井沢銀座通り→ミカドコーヒー(モカソフト)→ブランジュ浅野屋→旧三笠ホテル→万平ホテル                    | 表示なし   | 宮澤佐江 梅田彩佳 島田晴香 （ともにAKB48（放送当時））                                        | hitomi     |
| #2         | 2012年 12月22日 | 横浜・みなとみらい駅         | 横浜ランドマークタワー→山下公園→横浜赤レンガ倉庫→横浜ワールドポーターズ                                                   | 表示なし   | 大堀恵 河西智美 （ホリプロ・AKB48の同期）                                                     | hitomi     |
| #3         | 2013年 1月5日   | 静岡・御殿場・秩父宮記念公園 | 東山湖→乙女峠→時之栖→御殿場プレミアム・アウトレット                                                                       | 表示なし   | 杉原杏璃 吉木りさ （フィットワンの先輩と後輩）                                                | hitomi     |
| #4         | 2013年 3月9日   | 静岡・河津町（峰小橋）       | 河津川→今井浜海岸 | 表示なし   | 中島史恵 赤井沙希 （オスカープロモーションの先輩と後輩）                                      | hitomi     |
| #5         | 2013年 4月6日   | 静岡・沼津市（沼津駅）       | 沼津港→我入道公園 | 表示なし   | misono 白石みき （ともに初共演）                                                              | hitomi     |
| #6         | 2013年 4月27日  | 藤沢・湘南海岸公園           | 鎌倉・鶴岡八幡宮 | 表示なし   | 安田美沙子 ラブリ （アーティストハウス・ピラミッドの先輩と後輩）                              | hitomi     |
| #7         | 2013年 6月8日   | 東京・田園調布駅             | 多摩川→旧巨人軍多摩川グラウンド前→等々力渓谷→二子玉川ライズ・ショッピングセンター                                         | 表示なし   | 水野裕子 山本梓 （ともに同学年）                                                              | hitomi     |
| #8         | 2013年 7月13日  | 埼玉・長瀞駅前               | 長瀞ライン下り→宝登山神社                                                                                                 | 表示なし   | 中田有紀（出演2回目） 潮田玲子（女子バドミントン元日本代表） （セント・フォースの先輩と後輩） | hitomi     |
| #9         | 2013年 8月10日  | 横浜・山下公園               | 横浜赤レンガ倉庫→パシフィコ横浜→MARK IS みなとみらい→横浜ランドマークタワー                                               | 表示なし   | 南明奈 ダレノガレ明美 （ともに初共演で同じ横浜市出身）                                        | hitomi     |
| #10        | 2013年 10月26日 | 山梨・昇仙峡                 | 荒川→昇仙橋→仙娥滝→ほうとう会館→昇仙峡ロープウェイ乗り場→ほったらかし温泉                                                 | 表示なし   | 田中美奈子 原幹恵                                                                             | hitomi     |
| #11        | 2013年 11月16日 | 埼玉・川越・川越城           | 一番街商店街→大正浪漫夢通り（シマノコーヒー大正館）→川越大師・喜多院→氷川神社                                             | 約5.1km    | 酒井瞳（アイドリング!!!14号） 菊地亜美（アイドリング!!!16号）                                 | 阪井あかね |
| #12        | 2013年 12月28日 | 静岡・熱海                   | 貫一・お宮の像→熱海駅前→熱海港                                                                                            | 約5.0km    | 手島優（出演2回目） 尾崎ナナ （『撮らないで下さい!!グラビアアイドル裏物語』で共演）           | 押切もえ   |
| #13        | 2014年 1月12日  | 東京・江戸川                 | 江戸川サイクリングロード→柴又駅→寅さん記念館→高木屋老舗→柴又帝釈天→邃渓園→金町駅→水元公園                                 | 約8.0km    | 安座間美優 近藤しづか 東野佑美 （ともに『CanCam』、『AneCan』専属モデル）                     | 押切もえ   |
| #14        | 2014年 2月8日   | 千葉・木更津                 | 木更津港 | 不明       | ダレノガレ明美（出演2回目） 水沢アリー 今井華                                                 | 押切もえ   |
| #15        | 2014年 4月5日   | 鎌倉・稲村ヶ崎駅             | 逗子マリーナ | 不明       | 田中美保 おかもとまり                                                                         | 押切もえ   |
| #16        | 2014年 5月10日  | 東京・吉祥寺駅               | 都立井の頭恩賜公園→吉祥寺通り→都立井の頭恩賜公園→吉祥寺駅                                                                 | 不明       | 亀井京子（元テレビ東京アナウンサー） 宮崎宣子（元日本テレビアナウンサー）                     | 押切もえ   |
| #17        | 2014年 6月7日   | 静岡・朝霧高原               | 富士花鳥園→スカイ朝霧→杵塚養鱒→田貫湖→白糸の滝                                                                            | 不明       | 福田彩乃 澤山璃奈（プロフィギュアスケーター） （ともに初共演かつ同じ1988年生まれ）            | 押切もえ   |
| #18        | 2014年 8月2日   | 福島・猪苗代町               | 世界のガラス館→野口英世記念館→河京ラーメン館猪苗代店→長浜・カフェ・マリーナ→グランドサンピア猪苗代リゾートホテル&スキー場 | 不明       | IMARU おのののか                                                                              | 押切もえ   |
| #19        | 2014年 9月13日  | 東京・八雲                   | 自由が丘駅 | 不明       | 高橋メアリージュン 高橋ユウ （姉妹でモデル）                                                  | 押切もえ   |
| #20        | 2015年 2月7日   | 千葉・海浜幕張駅             | 幕張の浜→イオンモール幕張新都心→幕張海浜公園                                                                              | 不明       | 筧美和子 森星                                                                                 | 押切もえ   |

## スタッフ
- 構成：堀田延、大船知充
- CAM：安達りょう
- VE：楠部たつや
- 編集：宮崎章司、遠山貴博
- MA：高野博臣、岡崎博之
- 音効：木村陽子
- CG：加藤誠
- リサーチ：飯田美子、大久保貴之
- デスク：吉田麻紀子
- 技術協力：麻布プラザ、パークグラフィックス、アーツポート企画
- AP：菅原綾乃 → 山口ななえ
- 演出ブレーン：袰川斉
- ディレクター：三浦信一、大森千代美、齋藤慎一郎、徳永勝也、笹村啓太
- 演出：木村亮
- プロデューサー：澤井伸之（テレビ東京）、辻村たろう（NET WEB）
- 制作協力：NET WEB
- 製作著作：テレビ東京